# 함평 예덕리 신덕 고분군
함평 예덕리 신덕 고분군(咸平 禮德里 新德 古墳群)은 대한민국 전라남도 함평군 월야면 예덕리에 있는 낮은 평지성 구릉에 분포하고 있는 무덤들이다. 1992년 3월 9일 전라남도의 기념물 제143호로 지정되었다.

## 개요
남북으로 배치된 2기의 무덤 중 남쪽의 대형 무덤은 봉토가 앞쪽이 네모난 형태이고 뒤가 둥근 전방후원 형태이고 북쪽의 무덤은 원형이다. 전방후원 형태의 무덤 구조는 굴식(횡혈식)으로 돌방(현실)의 4면은 아래에 넓은 판돌을 세우고 위는 네모진 깬돌로 촘촘하게 쌓은 후 사이에 작은 깬돌을 끼운 맞조립식으로 세웠다.
천정은 2장의 판돌로 덮었으며 입구는 문비석으로 막고 그 밖을 막음돌로 쌓았다. 출토된 유물은 다량의 토기와 철기류, 철판이 있는데 백제 때의 것으로 추정된다.
예덕리 신덕무덤들은 삼국시대 무덤연구는 물론 일본의 전방후원무덤과 비교 검토될 수 있는 중요한 유적이다.

## 논란
신덕 고분군의 발굴 보고서가 1991년 발굴을 시작한 이후 30년간 발간되지 않았다. 이를 두고 임나일본부의 망령을 걱정한 것이라는 의혹이 한일 양국에서 제기되었다. 그러나 실제로는 국립광주박물관이 3차로 기획한 조사에 함평군이 한 차례 발굴비만 지급하여 나머지 발굴비를 마련하지 못해 지연된 것이라고 한다.

## 참고 자료
- 함평예덕리신덕고분군 - 국가유산청 국가유산포털
- 예덕리 신덕 고분군 보관됨 2015-07-22 - 웨이백 머신 - 함평문화관광

1. ↑  “[단독]30년 만에 임나일본부 망령서 벗어난 신덕 고분”. 2021년 8월 10일. 2024년 8월 10일에 확인함.
2. ↑  선임기자, 이기환 경향신문 (2021년 8월 24일). “[이기환의 흔적의 역사] 30년전 '쉬쉬'하며 감췄던 일본식 고분…이제는 말할 수 있다”. 2024년 8월 10일에 확인함.
3. ↑  한성백제박물관 - 박중환 주장. “백제학연구총서 쟁점백제사19”. 2024년 8월 10일에 확인함.